# أوبري ديفيد
أوبري ديفيد (بالإنجليزية: Aubrey David) (11 أكتوبر 1990 في غيانا - ) هو لاعب كرة قدم غيانا وترينيداد وتوباغو في مركز الدفاع. شارك مع منتخب ترينيداد وتوباغو تحت 17 سنة لكرة القدم ومنتخب ترينيداد وتوباغو تحت 23 سنة لكرة القدم ومنتخب ترينيداد وتوباغو لكرة القدم ومنتخب غيانا لكرة القدم. أما مع النوادي، فقد لعب مع ديبورتيفو سابريسا وكاليدونيا إي آي إي ونادي جو بابليك ونادي ساوث إند ونادي شاختار قراغندي وT&TEC Sports Club ‏ وFF Jaro ‏.

## وصلات خارجية
- أوبري ديفيد على موقع الاتحاد الدولي (مؤرشف)  (الإنجليزية)
- أوبري ديفيد على موقع الدوري الأمريكي (الإنجليزية)
- أوبري ديفيد على موقع إي إس بي إن إف سي (الإنجليزية)
- أوبري ديفيد على موقع قاعدة بيانات كرة القدم.إي يو (الإنجليزية)
- أوبري ديفيد على موقع ناشيونال فوتبول تيمز (الإنجليزية)
- أوبري ديفيد على موقع Soccerbase.com (لاعب) (الإنجليزية)
- أوبري ديفيد على موقع Soccerway.com (الإنجليزية)
- أوبري ديفيد على موقع عالم كرة القدم.نت (الإنجليزية)